# Seznam irskih pesnikov
Seznam irskih pesnikov.

## A–D
- Adomnan
- Æ (George William Russell) (1867–1935)
- William Allingham (1824–1889)
- John Banim
- Becc mac Lethdergain
- Beccan mac Luigdech
- Samuel Beckett (1906–1989)
- Brendan Behan (1923–1964)
- Blathmac mac Cu Brettan
- Eavan Boland
- Dermot Bolger
- Pat Boran
- Bri mac Bairchid
- Broccan
- Frances Browne (1816–1887)
- Pádraig de Brún
- Philip Casey
- Patrick Chapman
- Austin Clarke (1896–1974)
- Brian Coffey (1905–1995)
- Colman mac Leneni
- Padraic Colum (1881–1972)
- Cuirithir of Connacht
- Cecil Day-Lewis
- John Denham
- Denis Devlin (1908–1959)
- John Dillon (1816–1866)
- Des Donnelly
- William Drennan
- Dubtach moccu Lugair
- Charles Gavan Duffy (1816–1903)
- Paul Durcan (1944)

## E–L
- Johannes Scotus Eriugena
- Maureen Ewing (1910–1992)
- Ferchertne
- Samuel Ferguson (1810–1886)
- Flann mac Lonan
- Flann Mainistrech
- Flannacan mac Cellaig
- Patrick Galvin
- Monk Gibbon (1896–1987)
- Oliver St John Gogarty (1878–1957)
- Oliver Goldsmith (1730–1774)
- Stephen Lucius Gwynn (1864–1950)
- Michael Hartnett (1944–1999)
- Randolph Healy
- Seamus Heaney
- F. R. Higgins (1896–1941)
- Douglas Hyde (1860–1949)
- Irard mac Coisse
- John Jordan
- James Joyce (1882–1941)
- Trevor Joyce (born 1947)
- Emily Lawless (1845–1913)
- Francis Ledwidge (1887–1917)
- Sheridan Le Fanu (1814–1873)
- C. S. Lewis (1899–1963)
- Liadan of Corcu Duibhne
- James Liddy
- Michael Longley
- Luccreth moccu Chiara
- Frank L. Ludwig

## M–P
- Oengus Celi De
- Oengus mac Oengoba mac Oiblean
- Orthanach ua Coellamae
- Máire Mhac an tSaoi
- Denis Florence MacCarthy (1817–1868)
- Mary Stanislaus MacCarthy
- Donagh MacDonagh (1912–1968)
- Thomas MacDonagh (1878–1916)
- Seán MacFalls
- Patrick MacGill (1889–1960)
- Thomas MacGreevy (1893–1967)
- Derek Mahon
- Louis MacNeice (1907–1963)
- Bryant H. McGill
- Gerard McKeown
- William Brendan McPhillips
- James Clarence Mangan (1803–1849)
- Brian Merriman (1747–1805)
- John Montague
- George Moore
- Thomas Moore (1779–1852)
- Paul Muldoon
- Eiléan Ní Chuilleanáin
- Nuala Ní Dhomhnaill
- Dáibhí Ó Bruadair (David O Bruadair)
- Máirtín Ó Direáin (1910–1988)
- John O'Donohue
- Mary Devenport O'Neill (1879–1967)
- Cinaed Ó hArtucain
- Tadhg Dall Ó hUiginn
- Antoine Ó Raifteiri (Anthony Raftery) (1784–1835)
- Aogán Ó Rathaille (1675–1729)
- Seán Ó Ríordáin (1916–1977)
- Flann file Ó Ronan/Flann na Marb
- Cathal Ó Searcaigh
- Seamus O'Sullivan
- Eoghan Ó Tuairisc (Eugene Watters) (1919–1982)
- Frank Ormsby
- Tom Paulin
- Patrick Pearse
- Joseph Plunkett (1887–1916)

## Q–Z
- George Reavey
- Lennox Robinson
- Amanda McKittrick Ros
- Gabriel Rosenstock
- Blanaid Salkeld (1880-1959)
- Maurice Scully
- Richard Brinsley Sheridan
- Michael Smith
- Geoffrey Squires
- James Stephens ( 1880–1950)
- Jonathan Swift (1667–1745)
- Colum Patrick Toibin
- Senchan Torpeist
- Sveti Tuotilo
- Katherine Tynan (1861–1931)
- Uallach ni Muimnechaid
- Aubrey Thomas de Vere
- Catherine Walsh
- Jane Wilde
- Oscar Wilde (1845–1900)
- James Wills (1790–1868)
- W. B. Yeats (1865–1939)
- Augustus Young